# Magistralinis kelias A15
A15 ist eine Fernstraße in Litauen.

## Verlauf
Die Straße führt in Verlängerung der Fernstraße Magistralinis kelias A1 (Europastraße 85) von der Hauptstadt Vilnius über Šalčininkai nach Süden zur Grenze zu Belarus in Richtung der Stadt Lida. Auf belarussischem Gebiet bildet die Fernstraße M11 ihre Fortsetzung.
Die Länge der Straße beträgt rund 49 km.